# Карагайлинська збагачувальна фабрика
Карагайлинська збагачувальна фабрика – підприємство гірничодобувної галузі, майданчик якого знаходиться в центральній частині Казахстану.
В якийсь момент на збагачувальні потужності Карагайлинського рудника стали недостатніми і руду почали відправляти на розташовану за дві тисячі кілометрів Кентауську збагачувальну фабрику (стала до ладу в середині 1960-х). Ситуацію зміг виправити запуск Карагайлинської збагачувальної фабрики №2, яку вводили в дію з 1978 по 1983 роки. При цьому при плановій потужності у 2 млн тон руди на рік вдалось досягнути рівня у 1,6 млн тон. На той час фабрика продукувала свинцевий, цинковий та баритовий концентрати.
З моменту виникнення збагачувальний майданчик діяв у складі Карагайлинського гірничо-збагачувального комбінату. На тлі краху планової економіки останній потрапив у важке становище і в 1992-му збагачувальна фабрика зупинилась.
В 2000-х роках корпорація «Казахмис», яка розвиває мідний напрямок гірничодобувного бізнесу, вирішила створити новий добувний кластер у Карагандинській області. При цьому збагачення продукції рудників Абиз, Космурун, Акбастау вирішили вести на Карагайлинській фабриці, що перейшла під контроль корпорації. З 2004-го почалась її модернізація для роботи з мідними рудами, а восени 2005-го отримали першу партію руди з Абиз. Наразі річна потужність збагачувального майданчику визначають як 1,7 млн тон і він продукує мідний, цинковий та пірітовий концентрати.
Для доставки руди з рудників Космурун та Акбастау провели капітальну реконструкцію дороги, яка має довжину 273 км.
На початку 2020-х на фабрику почала надходити продукція рудника Хаджиконган.